# Ferenc Wesselényi

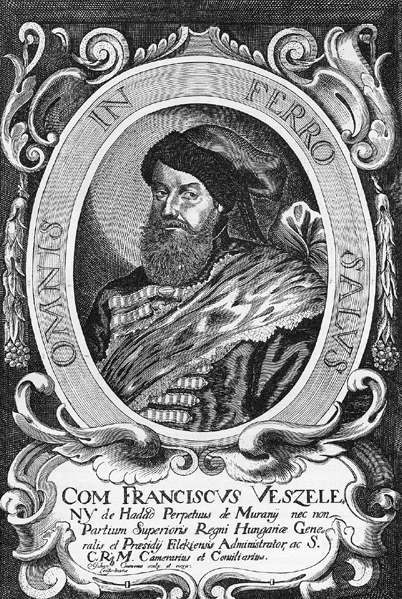
Ferenc Wesselényi.

Ferenc Wesselényi, född 1605, död 23 mars 1667 i Zólyomlipcse, var en ungersk magnat.
Wesselényi blev palatin 1655 och deltog 1667 i Fran Krsto Frankopans sammansvärjning mot kejsar Leopold I, men dog samma år innan sammansvärjningen upptäcktes. Han intog 1644 med hjälp av slottsfrun, den sköna Maria Széchy, vars kärlek han väckt, slottet Murány, en av skalden István Gyöngyösi besjungen romantisk episod.